# 獅子·女巫·魔衣櫥 (1988年電視劇)
《獅子·女巫·魔衣櫥》（英語：The Lion, the Witch and the Wardrobe）是由英國廣播公司於1988年首播的英國兒童電視劇，同時也是1988年至1990年播映的《納尼亞傳奇》系列電視劇中的第一部。劇情改編自作家C·S·路易斯的同名小說。

## 劇情
彼得、蘇珊、愛德蒙和露西是佩文西家的小孩，二戰期間為了躲避戰火，他們住進了鄉間的柯克教授家中。某日，露西進入了房子裡一個大衣櫥的內部，並發現自己突然身在一片樹林中，她在那裡遇見一隻名叫吐納思的人羊，得知自己位在納尼亞王國內。露西造訪了吐納思先生的家，吐納思先生向她坦承了自己被威脅要將第一個遇見的人類送給白女巫，但善良的他並沒有這樣作，且將露西送返人類世界。
露西的兄弟姐妹都不相信她說的話，其中愛德蒙半信半疑地進入衣櫥，卻在納尼亞中遇見了白女巫。白女巫給了他許多土耳其軟糖吃，並再三告誡他下次一定得把其他兄弟姐妹帶來。
幾天，兄弟姐妹四人終於都一起來到了納尼亞，他們發現吐納思先生已被白女巫以叛國罪逮捕。一對海狸夫婦告訴孩子們，偉大的獅子亞斯藍將會來到，拯救吐納思並終結百年寒冬及白女巫的統治，由於預言的關係，孩子們必須去面見亞斯藍。途中愛德蒙私自溜走去見白女巫，白女巫對於他沒有將其他兄弟姐妹帶來的行為感到憤怒，並下令秘密警察毛格林去追殺其他人。海狸夫婦和孩子們躲了起來，隨後他們發現冬雪正在融化，春季即將到來，耶誕老人找到他們，並送給了每個孩子禮物。
亞斯藍的手下救出了被俘虜的愛德蒙。白女巫前來與亞斯藍談判，指責他私藏了一個「叛徒」，並以「遠古秘法」作要脅。當晚，蘇珊和露西偷偷跟著亞斯藍，並見證他在石桌上被白女巫及其手下所謀殺。次日，彼得和愛德蒙領著亞斯藍的手下跟白女巫的部隊在樹林中展開戰鬥。
然而石桌裂成兩半，蘇珊和露西見到了復活的亞斯藍，他們一起前往白女巫的堡壘，復活了所有被她變成石頭的生物，包括吐納思先生在內。眾人組成部隊一起趕去戰鬥現場支援。愛德蒙砍斷了白女巫的魔杖，在亞斯藍的一聲大吼中，白女巫嚇得從高處跌落死亡。
四名孩子加冕成為國王和王后，在統治納尼亞多年後，他們意外來到當初的森林，並返回了衣櫥，發覺現實世界中時間並沒有改變，他們還是原來的小孩子。

## 演員
- 理查德·鄧普斯（英语：Richard Dempsey） 飾 彼得·佩文西
- Sophie Cook 飾 蘇珊·佩文西
- 喬納森·斯科特 飾 愛德蒙·佩文西
- 蘇菲·威爾考克斯 飾 露西·佩文西
- 芭芭拉·凱勒曼 飾 白女巫
- 凱瑞·沙爾 飾 海狸先生
- 蕾絲李·尼科爾 飾 海狸太太
- 朗諾·匹克 飾 亞斯藍（英语：Aslan）
- 馬丁·史東 飾 毛格林
- 傑佛瑞·佩里 飾 人羊吐納思先生[4]
- 邁克爾·艾爾德里奇 飾 寇克教授
- 肯·傑臣 飾 巨人轟隆八方
- Maureen Morris 飾 麥瑞蒂太太
- 伯特·帕爾納比 飾 耶誕老人

## 獲獎
本劇獲得了第42屆英國電影和電視藝術學院獎電視獎的最佳錄像攝影獎。

## 外部連結
- 互联网电影数据库（IMDb）上《獅子·女巫·魔衣櫥》的资料（英文）
- 时光网上《獅子·女巫·魔衣櫥》的資料（简体中文）